# Szent Illés-fatemplom (Kupsafalva)
A kupsafalvi Szent Illés-fatemplom műemlékké nyilvánított épület Romániában, Máramaros megyében. A romániai műemlékek jegyzékében az  MM-II-m-A-04562 sorszámon szerepel.